# Пайнз, Динора
Динора Пайнз (Dinora Pines) (30 декабря 1918 г., Луцк, Польша (ныне Украина) — 26 февраля 2002 г., Лондон) — британский психоаналитик, доктор медицины, член Британского Психоаналитического общества.
Психоаналитик, который работал с выжившими в Холокосте и исследовал способность человека пережить крайнее страдание. Исследователь проблем, которые закономерно возникают на разных этапах жизненного цикла женщины: от пубертатного периода и начала сексуальной жизни до климактерической паузы.
Динора Пайнс родилась в семье врачей. В раннем детстве Диноры семья переехала в Лондон. Она получила образование в Школе Лондон-Сити для Девочек, и в Университетском Колледже Лондона, где она учила языки. К французскому, немецкому и испанскому языку обучения, и её русскому и английскому языку детства, она позже добавила итальянский и греческий языки.
В 1940 она поняла, что медицина для неё более интересна, чем лингвистика и начала медицинское обучение. Она училась в Лондонской Школе Медицины и проходила клиническую практику в Королевской Больнице Лондона до 1945 года.
В 1945, она была принята на секретную научную работу в бывшем концентрационном лагере. Так как многие из её родственников умерли в концентрационных лагерях, это было очень важно для неё. Позже она работала с выжившими Холокоста, о чём она написала много замечательных работ и приобрела международную известность. Пайнз обсуждала выживание человеческого духа в концентрационных лагерях, и используемые стратегии выживания. Она также исследовала проблемы, окружавших переживших Холокост и их детей после освобождения.
Далее, во время работы Госпитале Элизабет Гаретт Андерсон, она заметила, что многие пациенты, которым не помогало обычное лечение, чувствовали себя лучше, когда им оказывалась эмоциональная поддержка.
Именно в этой больнице она встретила Хильду Абрахам, дочь Карла Абрахама, одного из самых близких коллег Фрейда. С этой встречи началась не только крепкая дружба с Хильдой, но и с психоанализом. С 1959 по 1965 год Динора Пайнс обучалась психоанализу и с тех пор вела частную практику, параллельно работая как психоаналитик и психотерапевт в Консультационном Центре Брента, исследуя причины измен у молодых женщин.
На основании этого периода жизни она написала свою знаменитую книгу «Бессознательное Использование Женщиной её Тела» — исследование, которое простиралось от колыбели до старости. Книга выделяется красотой языка и свободный стилем изложения. Она была опубликована издательством «Virago» в Великобритании и Йельским Ууниверситетом в США, и переведено на немецкий и русский языки.
Динора Пайнз стала обучающим супервизором в Британском Психоаналитическом Обществе, регулярно выступала на национальных и международных конференциях, и часто преподавала за границей, особенно в Германии и Греции. Она участвовала в становлении психоаналитической группы в Санкт-Петербурге, чувствуя, что она возвращалась к своим семейным корням. Увлеченный путешественник, она недвусмысленно выбрала Россию как свою первую любовь.